# La Goutte d'eau
Pour les articles homonymes, voir Goutte d'eau.
Albums de Nicole Rieu
Si tu m'appelles Zut
La Goutte d'eau est le 4e album studio de Nicole Rieu. L'album est sorti en 1979 chez Barclay. Il est lancé simultanément en France (Barclay - 96016) et au Québec (Barclay - 80296). Il est intégralement réédité en CD dans le coffret Nicole Rieu – Les années Barclay 1974-1979 paru à l'hiver 2018 sous licence "Barclay / Universal - Marianne Mélodie".

## Liste des titres
| No  | Titre                                   | Paroles                    | Musique                                               | Durée |
| --- | --------------------------------------- | -------------------------- | ----------------------------------------------------- | ----- |
| 1.  | Premier cri de femme                    | Simon Monceau              | Nicole Rieu                                           | 2 :52 |
| 2.  | Quinze ans hier                         | Nicole Rieu                | Nicole Rieu                                           | 3 :27 |
| 3.  | Je n'ai pas pris son nom                | Nicole Rieu, Simon Monceau | Nicole Rieu                                           | 3 :26 |
| 4.  | Professeur mal au cœur                  | Nicole Rieu                | Serge Sala                                            | 2 :23 |
| 5.  | Les Hommes heureux                      | Nicole Rieu, Simon Monceau | Serge Sala                                            | 4 :20 |
| 6.  | La Goutte d'eau                         | Simon Monceau              | Traditionnel, Nicole Rieu, arrangements : Jannick Top | 3 :42 |
| 7.  | Le Commissariat                         | Pierre Grosz               | Nicole Rieu, Paul Baillargeon                         | 3 :00 |
| 8.  | C'est pas un problème (maman je t'aime) | Nicole Rieu                | Serge Sala                                            | 3 :21 |
| 9.  | J'suis frustrée                         | Nicole Rieu, Simon Monceau | Jannick Top                                           | 3 :36 |
| 10. | Journal                                 | Nicole Rieu, Simon Monceau | Serge Sala                                            | 2 :45 |
| 11. | J'ai pas changé, j'ai grandi            | Nicole Rieu                | Nicole Rieu                                           | 3 :24 |

## Singles extraits de l'album
- La Goutte d'eau (octobre 1979)
- Premier cri de femme (octobre 1979)
- Quinze ans hier (novembre 1979, au Québec seulement)

## Autres informations
- Réalisation : Jean Fredenucci[3]
- Arrangements et direction d'orchestre : Jannick Top
- Prises de son et mixage : Dominique Blanc-Francard
- Chœurs : Nicole Rieu, Serge Sala, Viviane et Norbert Galo
- Photos : Studio de l'AIR

## Particularité
- La chanson La Goutte d'eau, dont l'air est basé sur le grand standard irlandais The Foggy Dew, a remporté en 1980 au Midem de Cannes le prix de l'Hexagone d'or décerné par le public à la plus belle chanson de l'année.